# Hypersophtha
Hypersophtha là một chi bướm đêm thuộc họ Noctuidae.